# Крынка (Ростовская область)
Крынка — посёлок в Матвеево-Курганском районе Ростовской области.
Входит в состав Алексеевского сельского поселения.

## География

### Улицы
| - ул. Ветеранов, - ул. Гагарина, - ул. Ростовская, - ул. Светлая, - ул. Таганрогская, - ул. Топольковая, | - пер. Криничный, - пер. Тырсовый, - пер. Школьный. |

## История
В 1987 году указом ПВС РСФСР поселку центральной усадьбы совхоза «Сад-База» присвоено наименование Крынка.

## Население
| 2010 |
| ---- |
| 420  |